# Wasserbehälter (Minfeld)

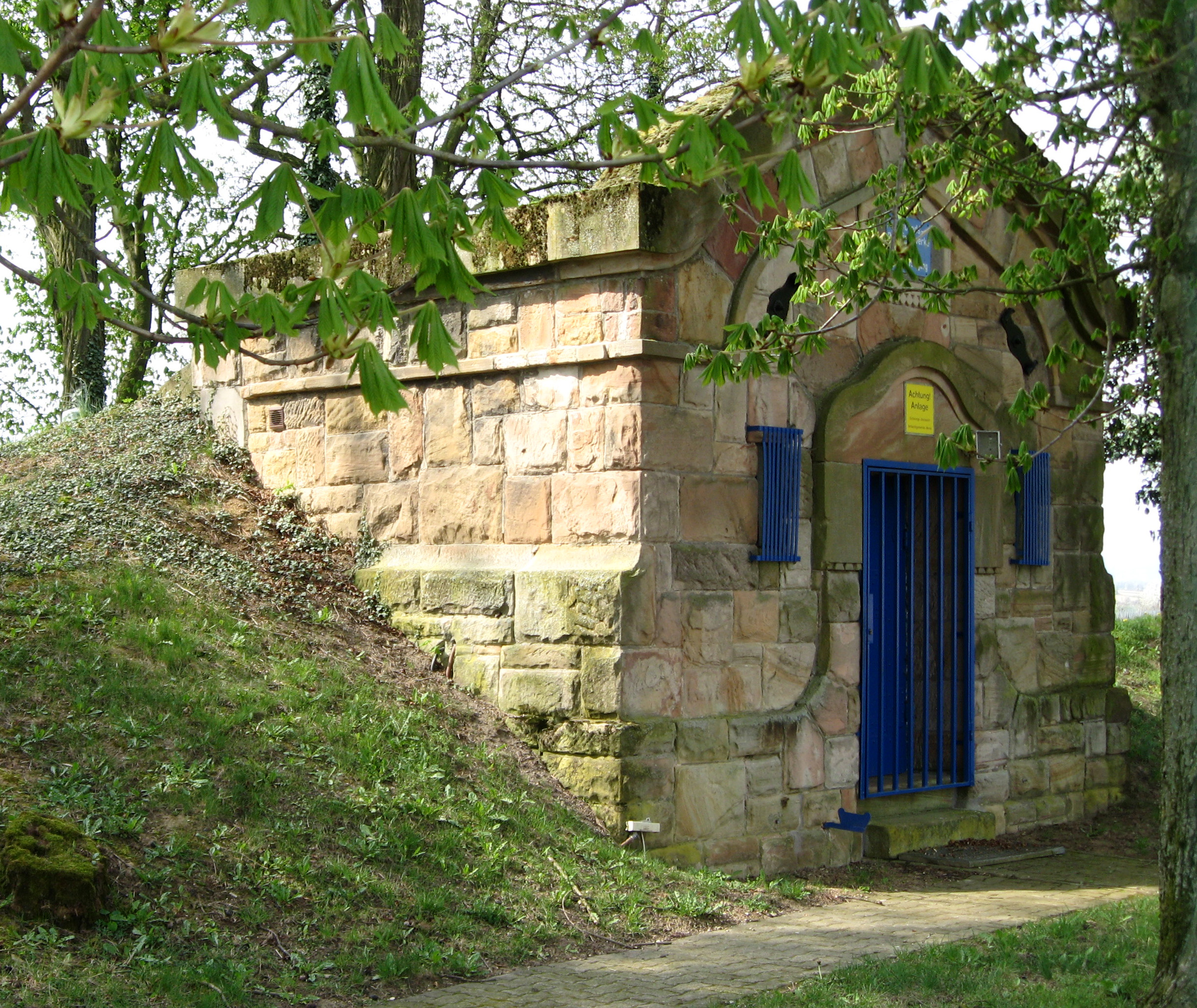
Wasserbehälter in Minfeld

Der Wasserbehälter in Minfeld, einer Ortsgemeinde im Landkreis Germersheim in Rheinland-Pfalz, wurde um 1910 errichtet. Der Wasserbehälter, nordwestlich des Ortes auf einer Anhöhe in der Flur Auf dem Kappenberg, ist ein geschütztes Kulturdenkmal.
Der Sandsteinquaderbau ist ein vom Jugendstil beeinflusstes neubarockes Bauwerk.